# Alex Vargas
Alexander Vargas Blay (født 17. februar 1988 i Hørsholm), bedre kendt som Alex Vargas, er en dansk sanger, sangskriver og producer af dansk-engelsk og uruguayansk oprindelse.

## Diskografi

### Opsamlingsalbum
- EGO (super/trip/maniac) (2019)[3]

### Album
- Rookie (2003) (som Alexander Vargas Blay)[4]
- Cohere (2017) (som Alex Vargas)[5]

### EP'er
- Howl (2013)
- Giving Up the Ghost (2016)
- EGOtrip (2019)
- SuperEGO (2019)

### Singler
- "Till Forever Runs Out" (2014)
- "Solid Ground" (2015)
- "Shackled Up" (2016)
- "Higher Love" (2016)
- "Inclosure" (2017)
- "7 Sins" (2017)
- "Slowly" (2018)
- "Now That I Think About It" (2018)
- "Silent Treatment" (2018)
- "What You Wish For" (2019)
- "Yougazer" (2022)